# Aurorazhdarcho
Aurorazhdarcho es un género extinto de pterosaurio ctenocasmátido que fue hallado en Eichstätt en Baviera, al sur de Alemania.

## Descripción
Aurorazhdarcho es conocido a partir de un único esqueleto casi completo preservado en tres dimensiones. Fue extraído de la Caliza de Solnhofen en el área de Eichstätt, datando de principios de la etapa del Titoniense del Jurásico Superior, hace cerca de 150 millones de años. Es el azdarcoideo más antiguo conocido.
El holotipo de Aurorazhdarcho, NMB Sh 110, fue hallado en la parte superior de la formación Eichstätt datando de principios de la etapa del Titoniense del Jurásico Superior, hace unos 150 millones de años. Consiste en un esqueleto casi completo, preservado tridimensionalmente en una única lámina de roca, cuyo contramolde fue removido, y carece del cráneo y el cuello. Sin embargo, estos elementos están presentes como impresiones, ya que el movimiento de estos elementos en el fondo del lago en el que el cadáver descendió dejando un molde natural cubierto por restos orgánicos en la forma de hojuelas de fosfato de calcio que se hicieron visibles a través de la fotografía UV de Tischlinger. El que la cabeza y el cuello estén ausentes se explica por el hecho de que animal murió en un ataque parcialmente fallido de un depredador, casi arrancando estas partes, después de lo cual el cuerpo rápidamente se hundió. La posterior hinchazón del cadáver por la descomposición pudo haber causado que la cabeza quedara a la deriva. El individuo era probablemente un subadulto y era, como indica la fusión de los isquiopubis en la pelvis, un macho ya que carecía de un amplio canal de puesta.
Aurorazhdarcho era un pterosaurio relativamente pequeño. Los elementos combinados de una única ala del espécimen tipo tiene una longitud extendida de 537,8 milímetros. Las impresiones indican que la cabeza era alargada con la cuenca ocular en una posición alta. El hocico puede haber tenido una cresta alta redondeada. La impresión del cuello es relativamente corta y muestra signos de tener un saco gular.
La cintura escapular fue reconstruida por los autores con una articulación baja en el hombro. Las patas eran relativamente largas con la tibia cerca de un tercio más larga que el fémur. En el ala los metacarpianos eran muy alargados, siendo el cuarto metacarpiano más largo que el antebrazo. Las falanges primera a la cuarta del dedo del ala tienen longitudes de 119, 70,8, 50,8 y 50,6 milímetros, respectivamente.

## Descubrimiento y etimología
En 1999 el paleontólogo aficionado Peter Katschmekat descubrió un fósil de un pterosaurio en la Cantera Blumenberg, tres kilómetros al noroeste de Eichstätt, en capas de la Caliza de Solnhofen. El fósil fue preparado por Gerd Stübener y adquirido por el Museo de Historia Natural de Basel. Basándose en este espécimen, el género Aurorazhdarcho fue nombrado por Eberhard Frey, Christian A. Meyer y Helmut Tischlinger en 2011, y proviene del término latino aurora, "amanecer" en referencia a su antigüedad con respecto a otros miembros de su grupo, combinándolo con el nombre del género Azhdarcho (que a su vez, es el nombre de un dragón mítico kazajo) y la especie tipo es Aurorazhdarcho primordius, cuya designación significa "primero" en latín.

## Filogenia
Aurorazhdarcho fue asignado originalmente por sus descriptores a la superfamilia Azhdarchoidea y situado en una nueva familia, Protazhdarchidae, de la cual es el único miembro nombrado. Podría ser el azdarcoideo más antiguo conocido con la dudosa excepción de "Doratorhynchus".
Los descriptores rechazaron el uso de un análisis cladístico para establecer su filogenia. Usando el método comparativo encontraron que Aurorazhdarcho era similar en sus proporciones al ctenocasmátido Ctenochasma elegans, una especie también hallada en Solnhofen, pero concluyeron que Aurorazhdarcho pertenecía a Azhdarchoidea debido a que compartía ciertas adaptaciones clave con ese grupo, siendo la más decisiva de la que consideraron la articulación baja del hombro. La posición de esa articulación en Ctenochasma no pudo ser establecida pero los descriptores asumieron que era alta debido a la relación cercana de ese taxón con Pterodactylus.
Bennett en 2013, basándose en el análisis de los especímenes atribuidos a Aurorazhdarcho micronyx (antes incluido en Pterodactylus) y tomando en cuenta su cuello corto y la morfología del pie, llegó a la conclusión de que el género es en realidad un ctenocasmátido.